# Deutsche Skeleton-Meisterschaft 2003
Die 37. Deutsche Skeleton-Meisterschaft 2003 wurde am 22. Dezember 2002 in Winterberg ausgetragen. Es gab jeweils eine Veranstaltung für Damen und für Herren. Beide wurden in zwei Läufen durchgeführt.

## Männer
| Platz | Sportler            | Verein            | Zeit    |
| ----- | ------------------- | ----------------- | ------- |
| 1     | Willi Schneider     | WSV Königssee     | 1:58,32 |
| 2     | Florian Grassl      | WSV Königssee     | 1:58,50 |
| 3     | Wolfram Lösch       | RC Ilmenau        | 1:58,84 |
|       | Frank Kleber        | BSC München       | 1:58,84 |
| 5     | Matthias Biedermann | SSV Altenberg     | 1:58,98 |
| 6     | Frank Rommel        | TSC Zella-Mehlis  | 1:59,50 |
| 7     | Peter Meyer         | BSC München       | 1:59,68 |
| 8     | Michi Halilovic     | RC Berchtesgaden  | 1:59,82 |
| 9     | Sebastian Haupt     | RSG Hochsauerland | 1:59,89 |
| 10    | Simon Wiesheu       | BSC München       | 1:59,99 |

Erst im zweiten Lauf konnte Willi Schneider durch die gefahrene Laufbestzeit den nach dem ersten Durchgang führenden Florian Grassl noch abfangen und seinen neunten und letzten Deutschen Meistertitel innerhalb von elf Jahren feiern. Wolfram Lösch und Frank Kleber kamen zeitgleich auf den dritten Rang.

## Frauen
| Platz | Sportler          | Verein                  | Zeit    |
| ----- | ----------------- | ----------------------- | ------- |
| 1     | Steffi Hanzlik    | SC Steinbach-Hallenberg | 2:00,78 |
| 2     | Kerstin Jürgens   | WSV Königssee           | 2:01,76 |
| 3     | Monique Riekewald | BSR Oberhof             | 2:02,40 |
| 4     | Annett Köhler     | BSR Oberhof             | 2:02,74 |
| 5     | Melanie Riedl     | BSC München             | 2:03,18 |
| 6     | Sylvia Liebscher  | SSV Altenberg           | 2:03,28 |
| 7     | Julia Eichhorn    | BSR Oberhof             | 2:03,75 |
| 8     | Kati Klinzing     | BSR Oberhof             | 2:03,97 |
| 9     | Marion Trott      | BSR Oberhof             | 2:04,46 |
| 10    | Stefanie Eggert   | RSG Hochsauerland       | 2:04,69 |

Steffi Hanzlik gewann in Abwesenheit der verletzten Mitfavoritin Diana Sartor überlegen ihren fünften Deutschen Meistertitel. In beiden Wertungsdurchgängen fuhr sie die Bestzeiten.